# Livadarka
Livadarka (lat. Bellardiochloa) je biljni rod jednogodišnjeg bilja iz poroodice trava smješten u podtribus Ventenatinae, dio tribusa Poeae.
Pripada mu najmanje 5 vrsta rasprostranjenih po Europi, Turskoj, Siriji, Iranu, Iraku i Kavkazu. Po nekimn autorima, Bellardiochloa violacea, hrvatski nazivana ljubičasta livadarka, sinonim je za Bellardiochloa variegata.

## Vrste
1. Bellardiochloa argaea (Boiss. & Balansa) R.R.Mill
2. Bellardiochloa carica R.R.Mill
3. Bellardiochloa doganiana Cabi & Soreng
4. Bellardiochloa polychroa (Trautv.) Roshev.
5. Bellardiochloa variegata (Lam.) Kerguélen